# Hypodacnella tasmaniae
Hypodacnella tasmaniae is een keversoort uit de familie dwerghoutkevers (Cerylonidae). De wetenschappelijke naam van de soort werd in 1910 gepubliceerd door Arthur Mills Lea.